# Salchicha de Glamorgan

La salchicha de Glamorgan (galés: selsig Morgannwg) es una salchicha vegetal tradicional de cocina galesa cuyos principales ingredientes son el queso (normalmente Caerphilly), los puerros y el pan rallado.
La salchicha de Glamorgan es mencionada por George Borrow en su novela Wild Wales, escrita en los años 1850 y publicada la década siguiente. Originalmente se hacía con queso Glamorgan, que parece no estar ya disponible, pero el Caerphilly es un descendiente directo de la antigua receta tradicional de Glamorgan, tomando la misma textura general y sabor.
- Datos: Q3397246
- Multimedia: Glamorgan sausages / Q3397246